# Waiting for Touchdown
Waiting for Touchdown es un álbum compilatorio de la banda neozelandésa Sneaky Feelings, lanzado en 1986 por Flying Nun Records. Recopila canciones del álbum Send You y los sencillos Husband House y Better than Before.

## Respuesta de la crítica
AllMusic llamó al álbum "una colección muy elaborada y hermosa de canciones pop de guitarra, que exhiben un sonido y sensibilidad que surgirían más tarde en el sonido indie británico de Arab Strap y Belle & Sebastian."

## Lista de canciones[5]
Lado A
1. Better Than Before
2. Waiting For Touchdown
3. Someone Else's Eyes
4. Strangers Again
5. Wouldn't Cry
6. Not To Take Sides

Lado B
1. Throwing Stones
2. Major Barbara
3. The Strange And Conflicting Feelings Of Separation And Betrayal
4. Husband House
5. Won't Change